# Sarlós István
Sarlós István (Budapest, 1921. október 30. – Budapest, 2006. június 19.) magyar politikus, az Országgyűlés egykori elnöke. A Magyar Urbanisztikai Társaság első elnöke.

## Életpályája
Szülei munkások voltak. 1939-ben szerzett érettségit. A Szociáldemokrata pártba lépett be és annak ifjúsági tagozatát vezette. Egy külkereskedelmi vállalatnál, majd egy konzervgyárban helyezkedett el tisztviselőként. 1942-ben vonult be katonának. A második világháború során Németországban esett fogságba. 1945-ben, a hazatérése után az SZDP Budapest II. kerületi titkára volt. 1948-tól az MDP budapesti pártbizottságán dolgozott. Később a Magyar–Szovjet Baráti Társaságnál töltött be különféle funkciókat. 1956-ban magyar nyelv-és irodalom szakos tanári oklevelet szerzett az ELTE-n
1956 decemberétől a Budapesti Karhatalmi Ezredben szolgált. 1957 nyarától a Budapesti Pártbizottság munkatársa volt. Az MSZMP budapesti VI. kerületi bizottságának titkári posztját töltötte be 1959 és 1963 között. 1963-ban országgyűlési képviselő lett. Ezt a megbízatását 1990-ig látta el. 1963-tól Budapest Főváros Tanácsának elnöke lett. 1966-ban az MSZMP Központi bizottságának tagjává választották, ezt a funkcióját 1989-ig töltötte be. 1968 és 1974 között a Hazafias Népfront Országos Tanácsának alelnöke, 1974-től 1982-ig a főtitkára volt.
1970-től 1974-ig a Népszabadság főszerkesztője és az MSZMP KB Agitációs és Propagandabizottságának tagja volt. 1975 és 1987 között az MSZMP PB tagja, majd 1982 és 1984 között a Minisztertanács elnökhelyettese lett.
1982 és 1984 között az Állami Tervbizottság tagja, az Állami Ifjúsági Bizottság elnöke, a Minisztertanács Tudománypolitikai Bizottságának elnöke, és az Állami Díj- és Kossuth-díj bizottság elnöke volt. Az országgyűlés elnöke 1984 és 1988 között volt. 1989-ig az Elnöki Tanács elnökhelyettese volt.

### Kutatható iratanyaga
Miniszterelnök-helyettesi működési időszakából (pontosabban az 1982–1984 közti évkörből) 3,66 iratfolyóméternyi, maradandó értékűnek minősített iratanyaga (28 doboz és 6 kötet) került az Országos Levéltár, mai nevén Magyar Nemzeti Levéltár Országos Levéltára őrizetébe, ahol az a XIX-A-2-ag törzsszámon kutatható.

## Művei
- Haza, haladás, humanizmus. Válogatott beszédek és cikkek; összeáll. Juhász Róbert; Kossuth, Bp., 1981
- A Mongol Népi Forradalmi Párt XVIII. kongresszusa. 1981. május 26–30. / Jumzhagijn Cedenbal beszámolójával, Sarlós István felszólalásával; oroszból ford. Hitseker Mária; Kossuth, Bp., 1981
- A Hazafias Népfront VII. kongresszusa / Sarlós István beszámolójával, Kádár János beszédével; HNOT, Bp., 1981
- Kuba Kommunista Pártjának III. Kongresszusa. 1986. február 4–7. / Fidel Castro beszámolójával és Sarlós István felszólalásával; ford. Nagy Imre, Vincze Istvánné; Kossuth, Bp., 1986

## Díjai, elismerései
- Magyar Népköztársaság érdemérem IV. fokozat (1950)
- Szocialista munkáért érdemérem (1955)
- Munkás-paraszt Hatalomért emlékérem (1957)
- Munka Érdemrend arany fokozata (1966, 1970)
- Szocialista Hazáért érdemrend (1967)
- Budapestért díj, Pro Urbe emlékérem (1971)
- Az 1941–1945-ös Nagy Honvédő Háborúban aratott győzelem harmincadik évfordulójára emlékérem (1975)
- Front érdemérem (1976)
- A Magyar Népköztársaság érdemrendje (1981)
- A Lengyel Népköztársaság parlamentjének szolgálatáért érdemrend (1985)